# Ін Там
Ін Там (кхмер. អ៊ិន តាំ; 22 вересня 1922 — 1 квітня 2006) — камбоджійський державний і політичний діяч, міністр внутрішніх справ, голова парламенту Камбоджі, прем'єр-міністр Кхмерської Республіки від травня до грудня 1973 року. Був одним з головних організаторів державного перевороту в Камбоджі 1970 року.

## Життєпис
Навчався в ліцеї Сісавата. Після здобуття освіти був інспектором у місцевій міліції, а надалі був підвищений у званні та призначений на пост губернатора провінції Такео.
Впродовж 1960-их років обіймав різні посади в уряді Нородома Сіанука (партія Сангкум), від 1964 до 1966 року очолював міністерство внутрішніх справ. Ін Там підтримував режим Сіанука й боровся з опозицією. Зокрема, за його участі був заарештований його ж племінник — Преап Ін. Влада звинуватила останнього в співпраці з бойовиками «Вільних кхмерів» — партизанського угруповання правого спрямування, що виступало проти режиму Сіанука. Надалі Преап Ін був страчений.
Незважаючи на всю відданість старому режиму, Ін Там став одним з головних організаторів перевороту 1970 року — під його керівництвом у парламенті відбулось голосування, за результатами якого Нородом Сіанук був усунутий від влади. Як голова Національних зборів у жовтні того ж року Ін Там оголосив про ліквідацію в країні монархії та проголосив Кхмерську Республіку. За якийсь час у нового голови парламенту загострився конфлікт з іншим лідером перевороту, на той момент президентом країни — генералом Лон Нолом. У жовтні 1971 року останній спробував позбавити Національні збори реальних повноважень, посилаючись на надзвичайний стан у країні.
1972 року Ін Там узяв участь у президентських виборах. Разом з ним у передвиборчих перегонах брали участь генерал Лон Нол і Кео Ан. За результатами виборів Ін Там виборов друге місце (24 % голосів) — його випередив Лон Нол, однак широко поширена думка, що вибори були сфальсифіковані й насправді перемогу здобув Ін Там. Незважаючи на це, ані республіканці, ані демократи не оскаржували результати виборів.
Наступного року Ін Там зайняв посаду прем'єр-міністра країни. Після відставки його замінив Лонг Борет. У квітні 1975 року червоні кхмери захопили столицю країни — Пномпень, здобувши тим самим перемогу в багаторічній війні. В той час Ін Там перебував на своїй фермі в містечку Пойпет на заході Камбоджі. Від розправи його врятувало тільки те, що він встиг утекти до сусіднього Таїланду, звідки одразу ж спробував організувати повстання проти нового режиму, однак місцева влада швидко депортувала його з країни. Ін Там переїхав до Франції, а 1976 року — отримав політичний притулок у США.
За часів режиму НРК та в'єтнамської окупації Ін Там деякий час був командувачем Національної армії сіанукістів.
Після початку в'єтнамського вторгнення та повалення режиму червоних кхмерів 1979 року Ін Там відкрито підтримав Сіанука. В той час він почав зближення з червоними кхмерами, був одним з трьох міністрів оборони в Коаліційному уряді Демократичної Кампучії. Через участь у перевороті він не мав довіри Сіанука й невдовзі був усунутий від влади, 1985 року його замінив син Сіанука — принц Нородом Ранаріт.
Перед виборами 1993 року намагався відродити Демократичну партію, що не змогла здобути жодного місця в парламенті.